# Peter Sellers
Peter Sellers (Southsea, Hampshire, 8. rujna 1925. – London, 24. srpnja 1980.), britanski filmski komičar i glumac. Najpoznatiji je ostao po ulgama u serijalu Pink Panther, Dr. Strangelove i Dobro došli, gospodine Chance.

## Mlade godine
Peter Sellers je rođen 1925. kao Richard Henry Sellers te je pohađao katoličku školu, makar je njegova majka Agnes (Peg) zapravo bila židovske vjeroispovijesti a otac Bill protestantske. Roditelji su bili vrlo pažljivi prema njemu jer su već imali jednog sina koji je preminuo pri porodu. Na svoj 18. rođendan je bio unovačen u britansku vojnu zrakoplovnu službu, gdje je zabavljao vojnike oponašenjem svojih nadređenih, a nakon završetka 2. svjetskog rata se je neuspješno pokušao zaposliti kod BBC-a, sve dok nije na telefonu nazvao Roya Speera, producenta BBC-jevog radijskog programa "Show Time", te se predstavio lažno kao slavna radio zvijezda kako bi preporučio sam sebe za posao.

## Karijera
Karijeru je započeo na radio showu BBC-a "The Goon Show" da bi kasnije započeo uspješnu karijeru i na filmu u komedijama. Sellers je ostao zapamćen kao slavni i popularni komičar, poznat po sposobnosti maskiranja i promjene glasa, a osvojio je i nagradu BAFTA za film "I'm All Right Jack".  Svoj talent prerušavanja najzornije je dokazao u filmu "Dr. Strangelove" iz 1964. (koji je režirao Stanley Kubrick) u kojem je glumio čak tri lika; predsjednika, pukovnika i ludog znanstvenika. Te je godine, u šaljivom pothvatu, postao i prvi muškarac koji je bio na naslovnici Playboya.
Postao je vrlo popularan kao inspektor Clouseau u filmskom serijalu "Pink Panther", iako je bilo poznato da je mrzio tu ulogu. U 70-ima je bilježio same neuspjehe u karijeri, sve do hvaljene satire "Dobrodošli, g. Chance" (1979.) za koju je osvojio najviše nagrada u karijeri i koju je pokušavao snimiti 7 godina odtkada je ostao duboko fasciniran pročitavši knjigu Jerzyja Kosinskog "Prisutnost". U nekoliko navrata je izjavio da igrati glavnog junaka u tom filmu, Chancea Gardnera, bilo vrlo intimno iskustvo i da se s njim došao najbliže ikada igrajući sebe.
Bio je vegetarijanac. Imao je troje djece, jednog sina i dvije kćerke, te četiri braka - oženio se za Anne Howe, Britt Ekland (s kojom je doživio svoj prvi infarkt s 38 godina, u 1964., u istoj godini kada se sklopili brak), Mirandu Quarry te Lynne Frederick. Umro je 1980. s 54 godine od infarkta.

## Zanimljivosti
- 1964. je postao prvi muškarac na naslovnici časopisa Playboy.
- Sellersov jedini sin, Michael, je također umro od infarkta, s 52 godine, 24. lipnja 2006. - dakle, na točno isti datum kada i njegov otac.
- 2004. je snimljen TV film "Život i smrt Petera Sellersa", za koji su mnogi govorili da je vjerno oslikao komičara, makar je Britt Ekland prigovarala da je prikazan u previše negativnom svjetlu.
- Sellers je komedijom "Dr. Strangelove" postao jedan od samo četiri glumca koja su nominirana za Oscara u filmu u kojem glume dva ili više likova. Ostala trojica su Charles Chaplin za "Veliki diktator", Lee Marvin za Cat Ballou te Nicolas Cage za Adaptacija (2002).
- Odbio je uloge u filmovima "10" i "Producenti (1968)". Bio je u planu da nastupi u filmovima "Lovesick" iz 1983. i "Nevjerno tvoja" 1984., ali je preminuo prije nego što je uopće i potpisao ugovor.
- Bio je prijatelj Beatlesa.
- U svojoj kasnijoj dobi je izgubio dosta kilograma i postao jako mršav.

## Filmografija
- 1955. Ubojice dama
- 1957. Najmanja predstava na svijetu
- 1959. Ja sam u redu Jack; osvojena BAFTA
- 1962. Lolita; nominacija za Zlatni globus
- 1963. Pink Panther; nominacija za Zlatni globus
- 1964. Dr. Strangelove; nominacija za Oscara i BAFTA-u
- 1965. Što ima novo, mačkice?
- 1967. Casino Royale
- 1968. Zabava
- 1976. Ubojstvo od smrti
- 1976. Pink Panter uzvraća udarac; nominacija za Zlatni globus
- 1979. Dobrodošli, g. Chance ; osvojen Zlatni globus, nominacija za Oscara i BAFTA-u

## Vanjske poveznice
- Peter Sellers u internetskoj bazi filmova IMDb-u (engl.)
- Službena stranica  Arhivirana inačica izvorne stranice od 27. listopada 2007. (Wayback Machine)
- Fan site
- PeterSellers.org  Arhivirana inačica izvorne stranice od 5. travnja 2007. (Wayback Machine)
- Sellersovo remek-djelo - Dobrodošli, g. Chance
- Biografija
- Filmski.net  Arhivirana inačica izvorne stranice od 15. listopada 2007. (Wayback Machine)